# زهرة القلب النازف
لامبروكابنوس، أو زهرة القلب النازف أو بالإنجليزية:(bleeding flower)، اسمها العلمي هو (Lamprocapnos spectabilis ) هو نوع من النباتات المزهرة التي تنتمي إلى الفصيلة الفرعية للنباتات الزغبية من عائلة الخشخاش. وهي زهرة سامة، تتواجد في شرق آسيا (من سيبيريا إلى جنوب اليابان)، وتزهر من أواخر الربيع حتى منتصف الصيف. وقد اكتسبت هذا الاسم من شكلها الشبيه بقلب تتساقط منه نقاط بلون الدم، وتأتي بثلاثة ألوان هي الوردي والأحمر والأبيض، وهي من نباتات الزينة المعمرة، طول الواحدة منها يساوي تقريباً من 3-5 سم.
أظن أنه يمكن أن نطلق على هذه الزهرة الساحرة اسم الجمال القاتل، فهذه النبتة سامة إذا تم بلعها وأي اتصال مباشر معها يمكن ان يسبب تهيج الجلد كله.

## تاريخ الزهرة
ادخلت أول عينات من هذه الزهرة إلى انجلترا في اربعينيات القرن التاسع عشر بواسطة النباتيّ الإسكتلندي ومطارد النباتات Robert Fortune

## الحراثة والزراعة
تكون الشمس وحدها كفيلة بنمو زهرة القلب النازف عند توافر المناخ الطبيعي والنديّ (الرطب)، ولكنها تحتاج إلى منطقة ظليلة في المناخ الدافئ والجاف.
يتغذى المن والرخويات والقواقع في بعض الأحيان على اوراقها، واجمتها تبقى متراصة ومكتنزة لسنوات عديدة دون الحاجة إلى الفصل أو التقسيم، وهي أيضا تتكون من جذور هشة سهلة التضرر عند بعثرتها وتحريكها، وفي الإمكان أخذ مقتطفات من تلك الجذور في مقتبل الربيع.
يجب نثر وزراعة البذور وهي طازجة وجديدة.
يبدأ التقسيم والفصل في أواخر فصل الخريف أو في مقتبل الربيع.
التلامس مع زهرة القلب النازف بإمكانه التسبب في تهيج البشرة لدى بعض الأشخاص من بعض المركبات العضوية العطرية الحلقية غير المتجانسة مثل القلويات.

## معرض صور

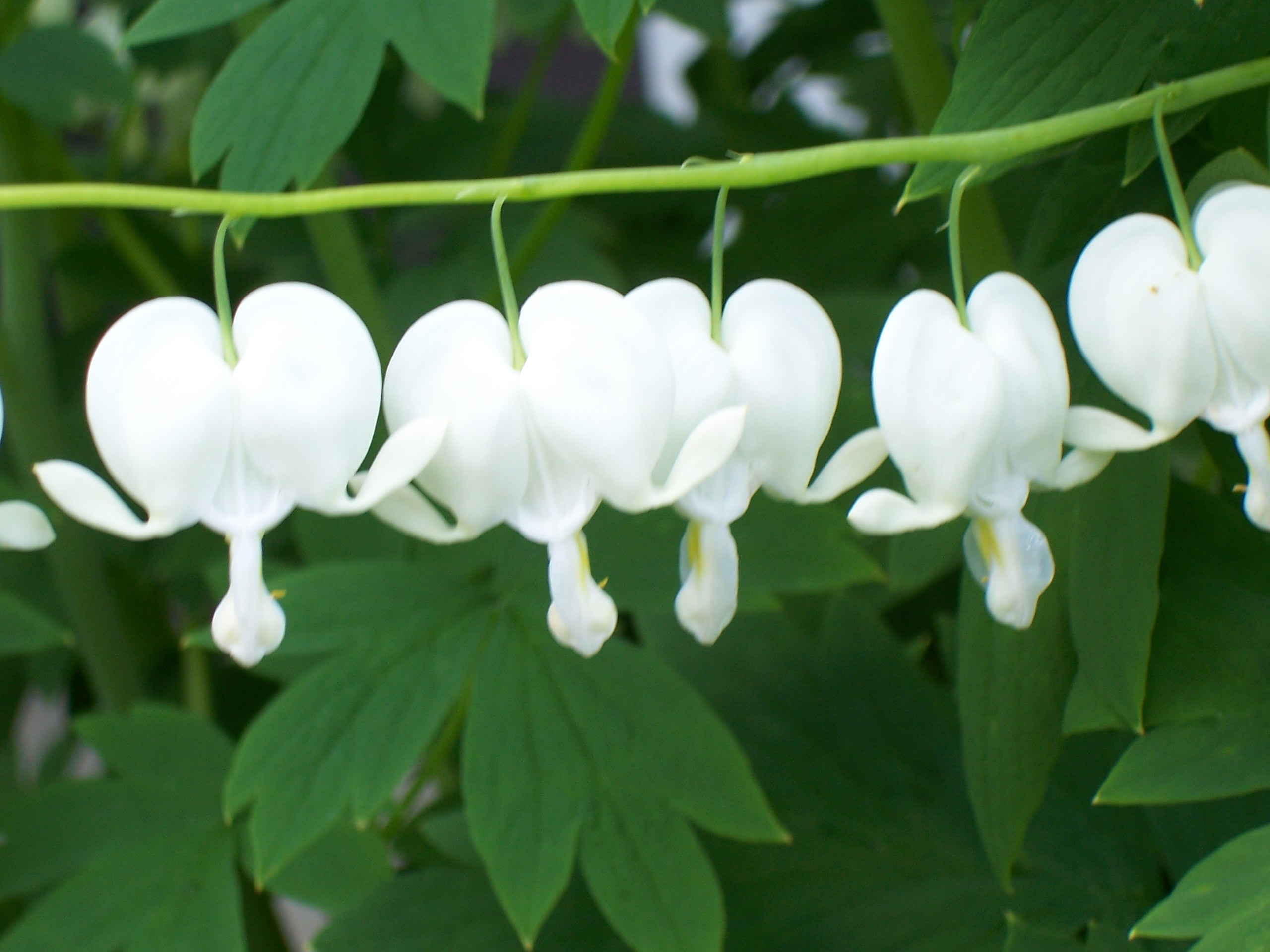
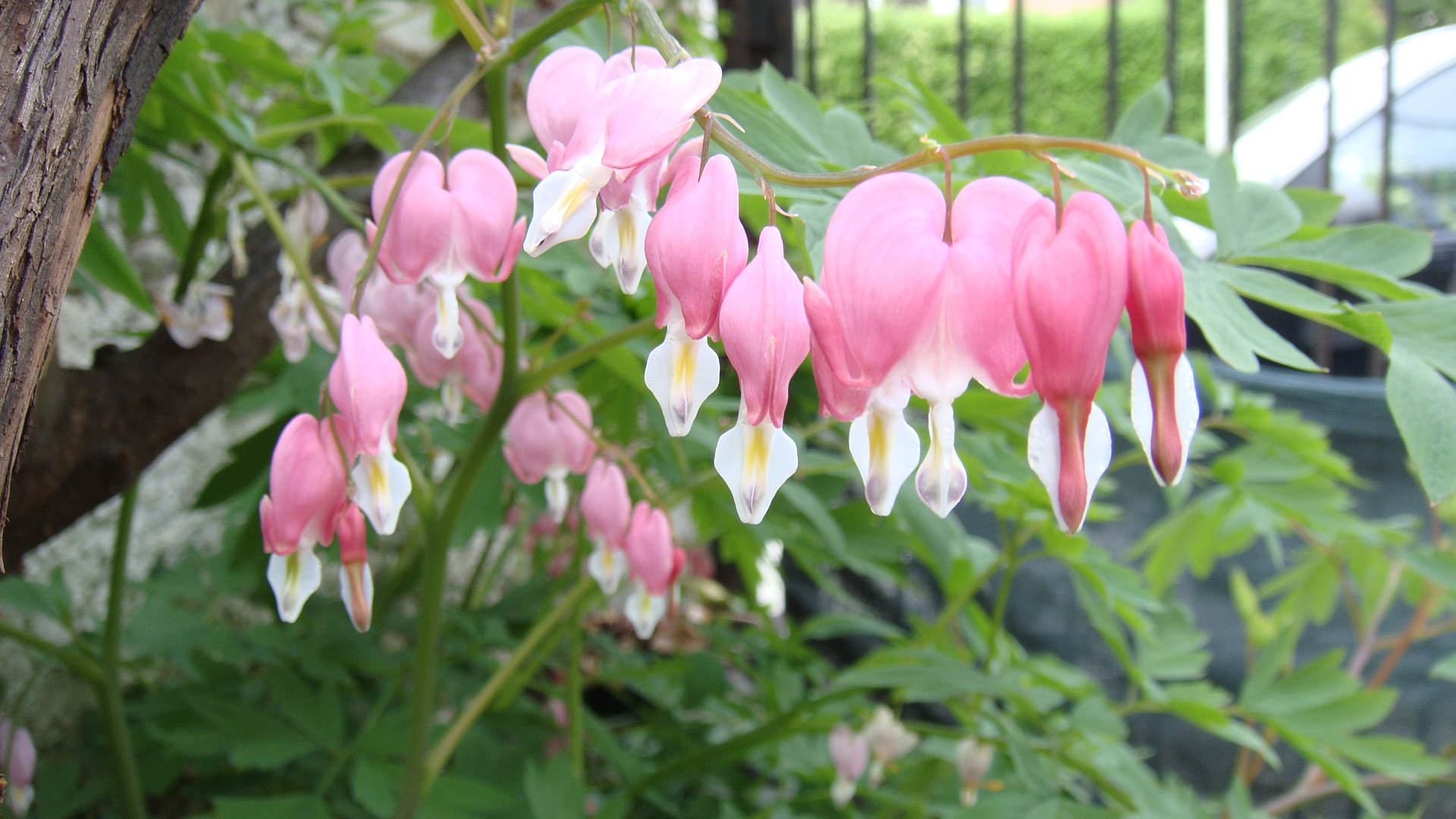
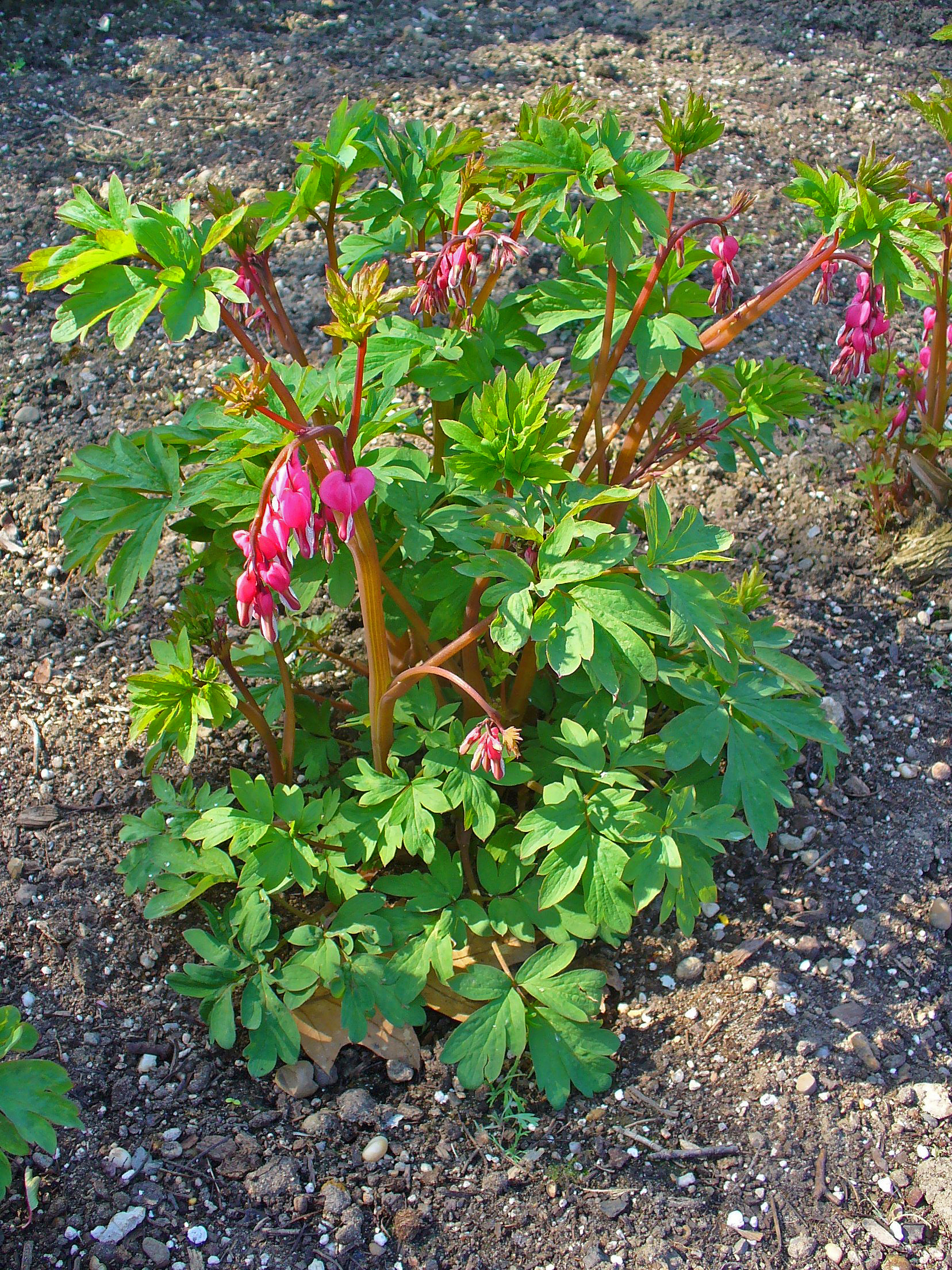
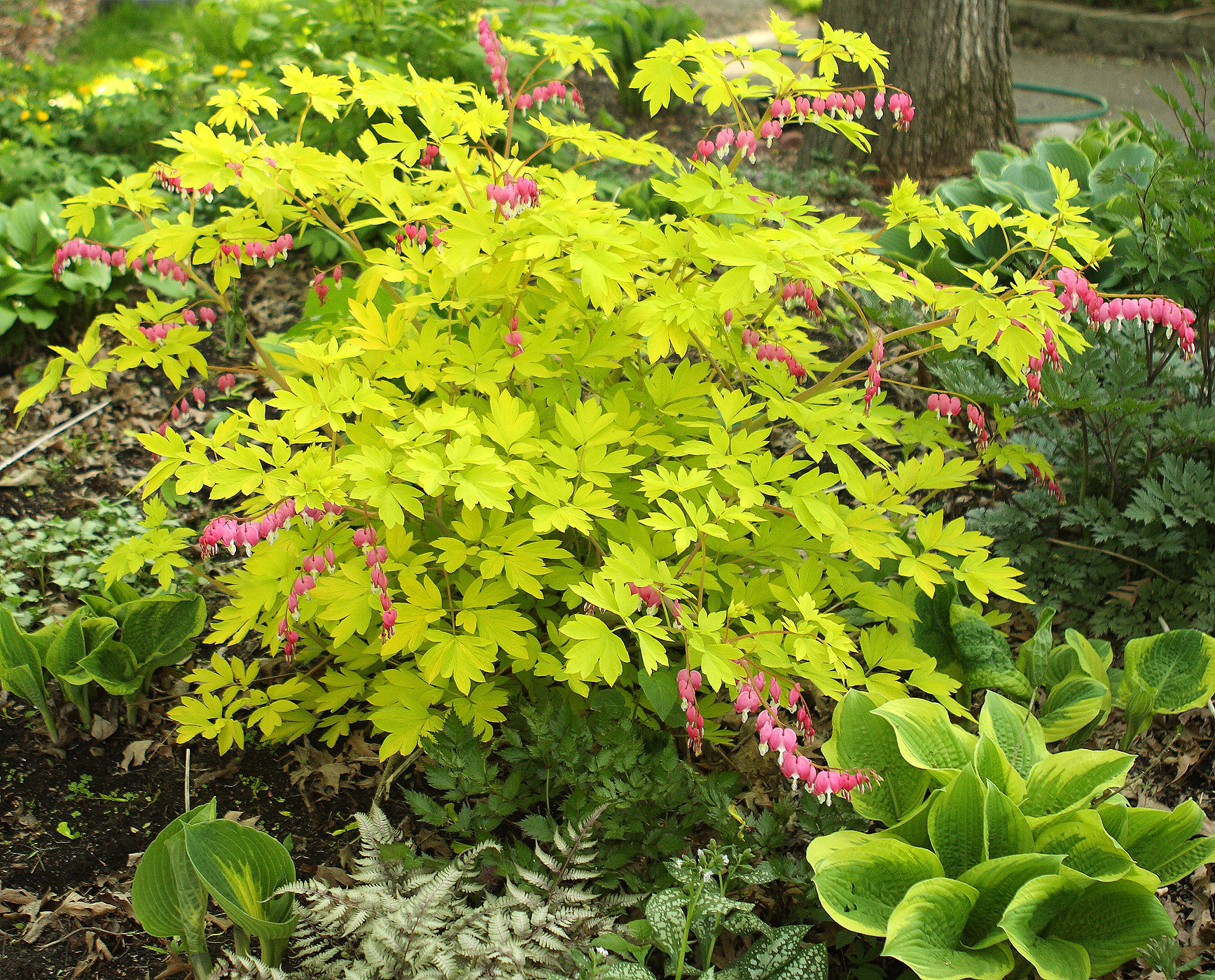